# بهج الصباغة في شرح نهج البلاغة
بهج الصباغة في شرح نهج البلاغة هو كتاب من تأليف محمد تقي بن محمد كاظم بن محمد علي بن جعفر التستري (1320 هـ - 1415 هـ)، كُتب بشكل موضوعي اعتمادًا على كتاب نهج البلاغة الذي جمعه الشريف الرضي من الخطب والكلمات المنسوبة للإمام علي بن أبي طالب. يضم الكتاب 60 فصلاً وزعت على 14 مجلداً، وحازت التلك الفصول على أسماء خاصه بها، يشتمل كل فصل على عدد من نصوص كتاب نهج البلاغة مراد شرحها، وغالباً ما يكون الشرح لغوياً ثم يُنطلق منه إلى وقائع تاريخية وقصص أدبية معززة بشواهد أما شعراً أو نثراً.